# Projets des forces canadiennes en matière d'armement
Liste des projets futurs ou prévus des Forces canadiennes en cours vers 2010.

## Armée Canadienne
| Modèle                                            | Type                                               | Nombres | Dates     | Manufacturé                                                    | Détails |
| ------------------------------------------------- | -------------------------------------------------- | ------- | --------- | -------------------------------------------------------------- | --- |
| Amélioration de la tenue de combat                | CADPAT                                             | 24,000  | 2012      |                                                                | Le ministère de la Défense nationale estime que le taux de production serait d'environ 24.000 ICU par année. La décision de changer l'uniforme de combat est principalement due à des problèmes de séchage, et il offre une mauvaise intégration avec l'équipement opérationnel. L'autre raison est la perte de la couleur après seulement un an d'utilisation. |
| Projet de remplacement des armes légères          | Armes légères                                      | N/A     | 2012–2022 | N/A                                                            | En octobre 2007, Le Ministère de la Défense Nationale a approuvé l'identification du Projet de remplacement des armes légères II (PRAL II). Le PRAL II fournira un réseau intégré d'appui-feu, multi-effet, anti-personnel portatifs et une capacité anti-matériel qui comprend des armes, le contrôle de feu, des munitions, des systèmes de formation et de soutien logistique. Le coût pour le PRAL II dépasse 1 milliard de dollars pour la période 2012-2022. |
| Système de roquettes à longue portée (SRLP)       | Lance-roquettes multiple                           | 17      | 2014–2018 |                                                                | Le ministère de la Défense nationale envisage l'achat du Système mobile de roquettes d'artillerie (M142 HIMARS). L'ancien chef de l'Armée de terre, le Lieutenant-général Andrew Leslie, a déclaré le projet d'acquisition de lance-roquettes était quelque chose qui serait considéré comme beaucoup plus loin sur la route, peut-être à l'horizon 2012. Les Forces Canadiennes vont acquérir un total de 17 lance-roquettes Lance-roquettes multiple entre l'année 2014-2018,. Les Forces canadiennes veulent employer un système qui a fait ses preuves sur le champ de bataille,. |
| M777 howitzer                                     | artillerie de campagne                             | 37      | 2007–2013 | BAE Systems Royaume-Uni                                        | Le projet d'obusier tracté léger (POTL) est un composant essentiel de la carence en capacité de tir indirect au sein de l'Armée canadienne. L'acquisition comprend 25 obusiers M777, le système de gestion de canon numérique (DGMS), des munitions et des camions modernes. Les Forces canadiennes exploitent actuellement 12 de ces systèmes depuis 2007 qui va permettre ainsi d'augmenter la létalité, la portée, la précision, la mobilité et la numérisation nécessaires pour soutenir les futures missions des Forces canadiennes. |
| Bison                                             | Véhicule de transport de troupes                   | 199     | 1996–2011 | General Dynamics Canada/General Motors Diesel Division Canada  | En 1996, le Conseil du Trésor a mis de l'avant le projet d'augmenter la vie des véhicules blindés légers (PAVV-BL)avec un coût estimé à 230 millions de dollars pour modifier la flotte Bison. Au moins 85 % de la flotte Bison a été converti. |
| Véhicule de combat d'infanterie                   | Véhicule de combat d'infanterie                    | 108     | 2011      | N/A                                                            | Le ministère de la Défense nationale mène des demandes pour l'acquisition d'un véhicule destiné à accompagner le char de combat principal au combat. Le CV90, le Puma, le Piranha V, le Boxer (Heer) et le Véhicule blindé de combat d'infanterie sont les candidats les plus probables pour le rôle demandé. Les Forces canadiennes ont récemment testé un CV90 qui peut transporter sept soldats. Un contrat de 108 avec une option pour un maximum de 30 autres,. Les compagnies Nexter Systems et BAE Systems Hägglunds ont promis d'assembler les véhicules en entier au Canada et ont également promis des retombées industrielles pour les industries locales. Selon Ottawa Citizen, tous les soumissionnaires ont été rejetés par les Travaux publics et le ministère de la Défense. Bombardier Transport peut construire des véhicules pour les Forces canadiennes si Nexter remporte le contrat,. |
| Système de détection montée Husky                 | Détection de mines                                 | 2       | 2011      | NIITEK                                                         | Un contrat a été signé pour l'achat de 2 Huskys SDMH pour les Forces Canadiennes pour un total de 16.4 millions. |
| Véhicule Blindé de patrouille tactique            | Véhicule de transport de troupes                   | 500     | 2014–2016 | Textron Canada, Rheinmetall Canada/ États-Unis                 | Le Projet VBTP vise l'acquisition de 500 véhicules avec une option pour un montant supplémentaire de 100. Ils remplaceront le Nyala RG-31 le véhicule de reconnaissance Coyote et le G-Wagen pour 2014. Le VBTP sera équipé d'un système de blindage avancé modulable(AMAP). Rheinmetall et Kongsberg Protech Systems va construire le système d'arme télécommandée (RWS) L'armée canadienne utilisera le véhicule tactique de patrouille blindé (VBTP) en deux variantes : une variante de reconnaissance et une variante d'utilisation générale. 193 véhicules de reconnaissance remplaceront le Coyote. Les 307 véhicules restants serviront pour le transport des troupes blindées, et seront équipés de systèmes d'armes à télécommandes. |
| Leopard 2 Version Ingénieur                       | Engin Blindé du Génie                              | 13      | 2011–2017 | N/A                                                            | 13 nouveaux véhicules blindés du génie (VBG), avec une option pour 5 de plus, seront acquis dans le cadre du Projet d'amélioration de la mobilité des Forces (PAMF). Les nouveaux VBG vont remplacer la flotte vieillissante de Leopard 1 Badger,. |
| Leopard 2 Version VBD                             | Véhicule Blindé de Dépannages                      | 2       | 2012      | N/A                                                            | Le projet prévoit l'acquisition de 2 véhicules blindés de dépannage basés sur le Léopard 2, afin d'offrir un soutien aux parcs de chars de combat principaux Léopard 2; la livraison de cette version est prévue pour 2012,. |
| Équipement de Mobilité Tactique                   | Mine Charrue/Rouleau de Déminage/Lame de Bulldozer | 29      | 2011      | N/A                                                            | Le projet FME va acquérir 29 lames de bulldozer, charrues de déminage et des rouleaux de déminage pour équiper la flotte Leopard 2 à partir de 2011. Plus une option de 30 autres,. |
| VBL III Programme de mise à jour                  | Véhicule de combat d'infanterie                    | 550     | 2011–2019 | General Dynamics Canada Canada                                 | Le ministère de la Défense nationale permettra de moderniser 550 LAV-III et intégrer de nouvelles fonctionnalités. Le programme de modernisation comprend la mise à niveau des systèmes d'acquisition de lutte contre l'incendie et la mise à niveau de la létalité et la puissance de feu, la mise à niveau de la mobilité, et enfin accroître le niveau de protection avec le STANAG 4569 niveau 4 au lieu du niveau actuel 3. La mise à jour permettra de prolonger la durée de vie du VBL III à 2035,. Le PPCLI avait testé un nouveau LAV-III avec un système d'arme télécommandé (SAT). Le poste de tir Nanuk commandée à distance a été développé au Canada et intégrera progressivement les véhicules dans l'Armée canadienne,.. Les VBL III SAT peuvent fournir aux troupes une meilleure protection contre les bombes,. |
| Projet d’Équipement Intégré du Soldat             | Guerre du Réseau central                           | 17,000  | 2010      | Rheinmetall Defence Canada Canada                              | Le Projet d’Équipement Intégré du Soldat fournira au soldat un ensemble d’équipement intégré incluant accessoires, appareils électroniques, senseurs, équipements individuels et vêtements opérationnels. Ce système du soldat augmentera significativement la performance du combattant, car les soldats et les centres de commandement de bas niveau échangeront données numériques et voix sur un même réseau. Cette capacité favorisera une interaction plus rapide et efficace. Ainsi, les soldats auront une meilleure connaissance de la situation, de l’information tactique en temps réel et une plus grande synchronisation de leurs activités,. |
| Véhicule Spécialement Équipé                      | Baseline Shelters                                  | 895     | 2009–2010 | DEW Engineering and Development Canada / Armorworks États-Unis | [ 46 ] |
| Arme de suppression de zone restreinte            | lance-grenade automatique                          | 304     | 2011      | Rheinmetall Defence Canada Canada                              | Le gouvernement du Canada a attribué un contrat d'une valeur de 95 millions de dollars à Rheinmetall Canada Inc., de Saint-Jean-Sur-Richelieu, Québec, pour l'acquisition de 304 C16 lance-grenades automatique. Le C16 lance-grenade automatique est un système qui a de multiples composantes interdépendantes qui incluent une "mitrailleuse grenade" et un système de conduite de tir avancé (FCS) moderne à grande vitesse de 40 mm. Le FCS, qui a la capacité de tir direct et indirect, est également équipé d'un GPS complet et un télémètre laser. Le système C16 comprend également un groupe pour le montage au sol (socle et le trépied), un viseur thermique et multi-usages et des munitions de airburst. Le contrat comprend également la fourniture d'équipements auxiliaires, les caisses de transports, les caisses de transport tactique, la gestion de projet, l'ingénierie des systèmes, les pièces de rechange, un soutien provisoire et la formation. Les premiers systèmes seront livrés en 2011 et la formation des instructeurs débutera aussi en 2011. |
| Système avancée d'arme anti blindé léger (SAAABL) | Missile antichar                                   | N/A     | 2016      | N/A                                                            | 194 millions $ de dollars ont été mis de côté pour l'achat à court et moyen terme de missiles anti-chars téléguidés qui remplaceront le Eryx. Le Martin Javelin Raytheon / Lockheed et Rafael de Spike offert par le consortium GmbH Eurospike sont les seuls systèmes envisagés. Il n'y a eu aucun mouvement sur le projet depuis 2006, quand on a demandé au consortium basé en Europe de présenter de nouveau sa candidature. |
| Draganflyer X8                                    | Mini-UAV                                           | 2       | TBD       | Draganflyer Canada                                             | Les Forces canadiennes vont procurer deux Draganflyer X8 pour 40 000 $. Ils seront basés à la BFC Suffield pour les essais. |
| motoneiges furtives                               | motoneiges                                         | TBD     | TBD       | TBD                                                            | Les Forces canadiennes vont développer une motoneige "furtive", qui peut parcourir plus de 15 km en mode électrique ou en mode hybride. Le gouvernement a lancé un appel d'offres totalisant 550,000 dollars pour construire un prototype. |
| Bateau pneumatique à coque semi-rigide            | Bateau semi-rigide                                 | 8       | TBD       | Kanter Marine Inc. Canada                                      | Le COMFOSCAN a reçu huit canots pneumatiques à coque semi-rigide, avec une option de deux. Le gouvernement a récemment obtenu un contrat pour 1,87 million de dollars pour Kanter Marine Inc. afin de produire un bateau plus petit que l'actuel bateau de 7,2 m utilisé par les Forces canadiennes. |

## Aviation Royale Canadienne
| Modèle                                                             | Type                                                       | Nombres | Dates        | Manufacturier                                | Détails |
| ------------------------------------------------------------------ | ---------------------------------------------------------- | ------- | ------------ | -------------------------------------------- | --- |
| CH-147 Chinook                                                     | Hélicoptère de combat, transport et Recherche et sauvetage | 15      | 2013         | Boeing Integrated Defense Systems États-Unis | L'hélicoptère de transport moyen à lourd (HTML) bi-rotor. Six CH-147 modèle "D" sont entrés en service en 2008, et 15 autres modèles "F" sont sur commande, pour une livraison prévue entre 2013-2014. Sur le plan opérationnel ils ont été déployés en janvier 2009 en Afghanistan. Le futur modèle CH-147 "F" sera équipé de MX-15 EO / IR tourelles de surveillance et du AN/ALQ-213V système de gestion de la guerre électronique (EWMS). Le nouveau Chinook sera équipé d'une système énergétique à base de laser pour la défense anti-missile et capable de suivre et de vaincre des forces terrestres et aériennes et les missiles sol-air,. Le premier CH-147F est sortie de la ligne d'assemblage pour les tests et les vols d'évaluation en juin 2012,.                                                                                      |
| CH-148 Cyclone                                                     | Lutte anti-sous-marine/Hélicoptère utilitaire              | 28      | 2012–2013    | Sikorsky Aircraft États-Unis                 | Les Forces devraient prendre possession de l'hélicoptère à partir de novembre 2008. Le 28 avril 2009, le gouvernement du Canada a renoncé à 89M $ en frais de retard du CH-148 et a permis à Sikorsky deux ans (2011) pour livrer les CH-148 Cyclones «conformes». Un département du site Web de la Défense nationale du 21 juillet de 2009 indique que la première livraison d'un CH-148 «conforme» est prévue pour juillet 2012 avec la livraison finale et "modernisation" des 28 hélicoptères prévus pour décembre 2013. |
| CC-130J-30 Super Hercules                                          | Avion de transport                                         | 17      | 2010–2012    | Lockheed Martin Aeronautics États-Unis       | Le premier CC-130J-30 Super Hercules a été livré en juin 2010. Le dernier CC-130J sera livré d'ici avril 2012. Tous les nouveaux avions seront pilotés par le 436e Escadron de Transport basé à la BFC Trenton. Le 17e CC-130J construit pour l'aviation Royale canadienne a terminé la peinture finale en janvier 2012. Le dernier CC-130-J sera livré en mai 2012. |
| Remplacement des avions de recherches et sauvetages à voilure fixe | Avion de recherche et sauvetages à voilure fixe            | 17      | 2015         | TBD                                          | Les Forces canadiennes cherchent activement un remplaçant pour leur flotte de DHC-5 Buffalo et C-130 avions de recherche et de sauvetage. Les candidats les plus probables sont le C-27J Spartan de Alenia Aeronautica, le C-295 d'Airbus Military et le V-22 Osprey. Viking Air a également indiqué qu'il pourrait proposer une version nouvellement construit et modernisé du Buffalo. Le projet a connu des revers après des plaintes de CASA que la demande initiale de la proposition a été écrit spécifiquement pour favoriser le C-27J seul. Les Forces canadiennes vont acquérir une nouvelle flotte off-the-shelf d'aéronefs à voilure fixe pour remplacer la flotte vieillissante de six CC-115 Buffalo et dix CC-130 Hercules. Le projet coûtera 1,55 milliard de dollars pour l'acquisition de 17 aéronefs à voilure fixe d'ici l'an 2015. |
| Surveillance téléguidé conjointe et système d'acquisition de cible | UAV                                                        | TBD     | 2014–2017    | TBD                                          | Le projet STCSAC verra l'acquisition d'un UAV d'altitude moyenne à long rayon d'action (AMLRA) pour les Forces canadiennes. Le candidat le plus probable est le Global Hawk,. |
| Véhicule aérien de combat sans pilote                              | VACP                                                       | TBD     | TBD          | TBD                                          | Les dirigeants militaires canadiens seniors lancé l'idée de dépenser jusqu'à 600 millions de dollars pour une flotte de véhicule aérien de combat sans pilote pour prendre part à la guerre civile libyenne en 2011. Selon des documents du MDN, l'armée a l'intention de dépenser plus de 1 milliard de dollars dans le projet. En juillet 2012, le gouvernement conservateur a approuvé une demande pour les entreprises aérospatiales de fournir des détails sur les types de drones actuellement disponibles sur le marché. Le gouvernement a souligné la nécessité pour les avions sans pilote d'opérer dans l'Arctique. Le véhicule aérien sans pilote devrait également être en mesure de porter des munitions à guidage de précision. Un candidat possible est le C Avenger Predator,                                                          |
| Séries PFA                                                         | Chargeurs d'avion                                          | 14      | Automne 2011 | TLD America/TLD Canada Inc                   | Un contrat de 5,6 millions $ de dollars CAD a été donné à TLD Canada Inc dans le cadre du projet de remplacement de véhicules de soutien Omnibus |
| TBD                                                                | Radars de contrôle tactiques                               | 2       | 2011         | Thales                                       | 55,6 millions de dollars CAD pour un contrat dans le cadre du projet de modernisation des radars. |
| Snowbirds                                                          | CT-114 Tutors                                              |         | 2020         | TBD                                          | Les Forces canadiennes cherchent un remplaçant pour sa flotte vieillissante de 25 CT-114 Tutor pour les Forces canadiennes d'ici 2020.Ils prévoient dépenser 755 millions de dollars dans le projet. Le CF-188 Hornet pourrait être un avion de remplacement potentiel et augmenterait la capacité des Snowbirds à effectuer des spectacles dans le monde, mais réduira leur disponibilité pour les petites salles au Canada qui ont des pistes trop courtes pour accueillir les jets. Le CF-188 Hornet serait 20 fois plus coûteux à exploiter que le courant CT-114 Tutor. |
| F-18 Fighter Replacement                                           | CF-118 Hornet                                              | TBD     | TBD          | TBD                                          | The Canadian Forces is seeking a replacement for its aging fleet of 77 CF-118 Hornet Fighter aircraft. The Canadian Forces is planning to spend up to $40-Billion in the project over a 36 year lifecycle. The Boeing F/A-18E/F Super Hornet or the F-35 are potential replacement aircraft. |

Note : TBD signifie to be defined, soit « pas encore défini ».